# Salt Rain
 (février 2023).
Si vous disposez d'ouvrages ou d'articles de référence ou si vous connaissez des sites web de qualité traitant du thème abordé ici, merci de compléter l'article en donnant les références utiles à sa vérifiabilité et en les liant à la section « Notes et références ».
Albums de Susheela Raman
Love Trap
(2003)
Salt Rain est le premier album de Susheela Raman, paru chez Narada le 8 mai 2001.

## Liste des titres
1. Ganapati - 6:44
2. Maya - 4:37
3. Mamavatu - 3:54
4. Woman - 4:26
5. Mahima - 7:31
6. Trust In Me - 3:24
7. Bolo Bolo - 2:13
8. Salt Rain - 4:42
9. Kamakshi - 4:53
10. Nagumomo - 4:48
11. O Rama - 4:54
12. Song to the Siren - 6:32 (Reprise de Tim Buckley)